# Hadronizacja
Hadronizacja – w fizyce cząstek elementarnych to proces powstawania hadronów z kwarków i gluonów.